# Єрмощенко Веніамін Йосипович
Веніамін Йосипович Єрмощенко (17 листопада 1889, село Городецкоє Малоархангельського повіту Орловської губернії — розстріляний 26 вересня 1937, Москва) — український державний і політичний діяч, відповідальний секретар ВУЦВК. Кандидат у члени Центральної Контрольної Комісії КП(б)У в 1921—1923 роках. Член Центральної Контрольної Комісії КП(б)У в 1923—1924 роках. Кандидат у члени ЦК КП(б)У в 1924—1927 роках.

## Життєпис
Народився в 1889 році в Орловській губернії в багатодітній родині вчителя. У 1905 році, під час навчання в двокласному початковому училищі, брав участь у революційних подіях та був заарештований російською жандармерією.
З 1906 року працював на шахтах біля Ростова-на-Дону в Донбасі. У 1909 році вступив до РСДРП(б). У 1912—1914 роках був серед організаторів і керівників Юзово-Петрівського та Макіївського комітетів РСДРП(б), мав партийну кличку «Молодий шахтар». У травні 1914 р. за революційну діяльність Єрмощенка заарештовано і заслано до Олонецької губернії, звідки втік. У 1915 р., повернувшись на Донбас, брав участь в організації Горлівсько-Щербинівського страйку 1916 р. У червні того ж року його знову заарештовано і заслано до Астраханської губернії. З листопада 1916 року служив у 138-му запасному полку російської армії в місті Ніколаєвську Самарської губернії. У 1917 році був головою Ніколаєвської повітової ради Самарської губернії.
У 1917 р. В. Й. Єрмощенко — член Самарського комітету РСДРП(б), делегат VI з'їзду РСДРП(б). Він брав участь у Жовтневому збройному повстанні у Петрограді, був командиром загону Червоної Гвардії в Петрограді, делегатом Другого Всеросійського з'їзду рад робітничих і солдатських депутатів, який проголосив встановлення радянської влади в Росії. Вибирався членом Установчих Зборів Російської республіки.
У 1917—1918 роках — командир загону Червоної Гвардії в Самарі. У 1918 році — член РВР Уральського фронту, начальник штабу Самарської комуністичної дружини У 1918 році перебував на підпільній роботі в Самарі, арештовувався білогвардійцями і до січня 1919 року перебував у в'язниці міста Уфи.
У січні 1919 року — голова Уфимського губернського комітету РКП(б). З січня по березень 1919 року — голова Яїцького обласного революційного комітету Уральської області. Потім служив у Червоній армії.
У 1919 році — голова виконавчого комітету Пугачовської повітової Ради Самарської губернії; завідувач Самарського губернського паливного відділу; заступник начальника Політичного управління Запасної армії РСЧА Східного фронту.
У грудні 1919 р. з метою пристосування центральних органів радянської влади до воєнних умов, які існували в той час в Україні, за рішенням Центрального Виконавчого Комітету Рад (ЦВК) та Ради Народних Комісарів України створюється Тимчасовий надзвичайний орган державної влади — Всеукраїнський Революційний Комітет (Всеукрревком), який очолив Г.Петровський. Керуючим Справами цього Комітету призначається В.Єрмощенко. Він налагоджує роботу і зв'язок відповідних комісій та місцевих ревкомів (губернських, повітових, волосних і сільських). Бере участь у підготовці документів з першочергових питань, які видавав Всеукрревком на початку 1920 р. Це, зокрема, постанови про об'єднання діяльності УСРР і РСФРР, про порядок розподілу роботи між членами уряду, про термін скликання Всеукраїнського з'їзду рад, про використання архівів. Видані були й положення про основні засади організації земельної справи в Україні та положення про «Укрсовтрударм». В апараті Всеукрревкому організовує інструкторський відділ чисельністю до 110 осіб, придатних для роботи на селі, завдяки яким можна було б тримати зв'язок з місцевими органами влади. Готує також проект організації шкіл з радянського будівництва.
Коли більша частина території України була зайнята радянськими військами, діяльність Всеукрревкому як органу, який виконав поставлені перед ним завдання, вважалася закінченою. Постановою Президії ВУЦВК від 20.02.1920 р., під якою є також підпис і Керуючого справами В.Єрмощенка, знов утворено Раду Народних Комісарів і затверджено її склад. У 1920—1925 роках Єрмощенко працює відповідальним секретарем Всеукраїнського Центрального Виконавчого Комітету (ВУЦВК), головою якого довгий час був Г. Петровський.
У 1919—1925 роках — 1-й секретар Президії Всеукраїнського ЦВК. З 1921 по травень 1922 року — голова виконавчого комітету Чернігівської губернської ради.
З 1925 року — керівник Всеукраїнської державної будівельної контори «Укрдержбуд», з 1926 року — голова правління Всеукраїнського акціонерного товариства будівельної індустрії «Індубуд». З 1927 року — уповноважений Вищої ради народного господарства УСРР при АМТОРГу.
Потім — заступник начальника Управління торгівлі Народного комісаріату постачання СРСР, заступник керівника Головчаю Головного управління торгівлі Народного комісаріату харчової промисловості СРСР. До жовтня 1936 року — керівник Всесоюзної контори «Чайзбут».
28 жовтня 1936 року заарештований органами НКВС СРСР, розстріляний 26 вересня 1937 року. Посмертно реабілітований.

## Пам'ять
- Вулиця Єрмощенка (Донецьк)